# Глен-Еллін (Іллінойс)
Глен-Еллін (англ. Glen Ellyn) — селище (англ. village) в США, в окрузі Дюпаж штату Іллінойс. Населення — 28 846 осіб (2020).

## Географія
Глен-Еллін розташований за координатами 41°52′0″ пн. ш. 88°3′46″ зх. д. / 41.86667° пн. ш. 88.06278° зх. д. (41.866715, -88.062711).  За даними Бюро перепису населення США в 2010 році селище мало площу 17,55 км², з яких 17,12 км² — суходіл та 0,42 км² — водойми.

## Демографія
Згідно з переписом 2010 року, у селищі мешкало 27 450 осіб у 10 424 домогосподарствах у складі 7309 родин. Густота населення становила 1564 особи/км².  Було 11051 помешкання (630/км²).
Расовий склад населення:
| - 86,7 % — білих - 6,5 % — азіатів - 3,0 % — чорних або афроамериканців - 0,1 % — корінних американців - 2,1 % — осіб інших рас |

До двох чи більше рас належало 1,6 %. Частка іспаномовних становила 6,6 % від усіх жителів.
За віковим діапазоном населення розподілялося таким чином: 27,9 % — особи молодші 18 років, 59,0 % — особи у віці 18—64 років, 13,1 % — особи у віці 65 років та старші. Медіана віку мешканця становила 40,3 року. На 100 осіб жіночої статі у селищі припадало 93,7 чоловіків;  на 100 жінок у віці від 18 років та старших — 90,7 чоловіків також старших 18 років.
Середній дохід на одне домашнє господарство  становив 136 450 доларів США (медіана — 97 039), а середній дохід на одну сім'ю — 169 219 доларів (медіана — 130 677). Медіана доходів становила 101 388 доларів для чоловіків та 60 536 доларів для жінок. За межею бідності перебувало 7,1 % осіб, у тому числі 9,4 % дітей у віці до 18 років та 6,5 % осіб у віці 65 років та старших.
Цивільне працевлаштоване населення становило 13 430 осіб. Основні галузі зайнятості: освіта, охорона здоров'я та соціальна допомога — 20,1 %, науковці, спеціалісти, менеджери — 18,5 %, фінанси, страхування та нерухомість — 11,3 %, мистецтво, розваги та відпочинок — 10,8 %.

## Історія
ДуПейдж Каунті - пригородний округ, розташований за 22 милі на захід від "Луп" (англ. Loop) в штаті Іллінойс, Сполучені Штати Америки. Історія району, який сьогодні відомий як Глен Еллін, сягає 1834 року, коли диякон Вінсло Черчілл разом зі своєю сім'єю прибули з Нью-Йорка і стали першими власниками землі в цьому регіоні.
З появою нових поселенців була заснована таверна та школа на перетині індіанських стежок, які згодом отримали назву Стейсі Корнерс (англ. Stacy's Corners). Однак, центром поселення став південний напрямок після прибуття залізниці у 1849 році. Хоча залізниця не планувала зупинки у цьому районі, Люї Кью Ньютон запропонував земельну ділянку і навіть згодився побудувати залізничну станцію та водонапірну вежу на свій рахунок в обмін на зупинку. Ця зупинка отримала назву Ньютон-Стейшн (англ. Newton Station). Три роки по тому, поштовий майстер містечка назвав поселення Денбі на честь свого рідного місця народження у Вермонті.
Релігійні служби у перші роки проводилися місіонерами-проповідниками, поки у 1862 році не було засновано першу конґрегаційну церкву. Згодом у селі було зведено різні протестантські храми, але католики збудували свою першу церкву Святого Петронілли та Мерінолський семінар більше ніж через 60 років.
У 1889 році Томас Е. Хілл та Філо Стейсі вирішили перекрити потік поруч з містом, створивши озеро Глен Еллін, яке отримало назву на честь долини, де воно розташоване, та у валлійському написанні імені дружини Хілла - Еллен. Наступного року в районі було виявлено мінеральні джерела, і ходили чутки, що знаменита пані Рік перевела свій будинок розпусти до Глен Еллін.
У 1891 році місто офіційно отримало назву Глен Еллін, яке рекламувалося як новий передмістя Чикаго та курорт для поліпшення здоров'я. Великий готель Глен Еллін Лейк був відкритий у 1892 році, але, на жаль, в цьому ж році став свідком руйнівного пожежі, яка знищила значну частину бізнес-району. Через чотирнадцять років готель зазнав ще одного нещастя - його вдарив блискавка і спалив дотла.
У 1907 році було організовано перше пожежне департамент Глен Еллін, який, наприкінці двадцятого століття, став відомим як остання добровільна пожежна організація в окрузі Дюпейдж. Під час Першої світової війни краунтрі-клуб Глен Оук почав обслуговувати спільноти Оук Парк і Глен Еллін, а в 1922 році було побудовано першу високу школу Гленбард.
У кінці 1990-х років у Глен Елліні знаходився державний центр для глухих і сліпих. Також селище управляло муніципальним гольф-полем Віледж Лінкс, розробленим разом з проектом зберігання води. Крім того, парковий округ фінансував всесвітньо відомий Дитячий хор Глен.